# 橘大郎女
橘大郎女（たちばな の おおいらつめ、生没年不詳）は、飛鳥時代の皇族。聖徳太子の妃。父は尾張皇子（敏達天皇の皇子）で推古天皇の孫にあたる。位奈部橘王（いなべのたちばなのおおきみ）ともいう。子に白髪部王、手嶋女王。

## 天寿国曼荼羅繡帳
622年に聖徳太子が薨去すると、橘大郎女は推古天皇に願い出て、釆女に天寿国曼荼羅繡帳（てんじゅこくまんだらしゅうちょう、天寿国繡帳とも言う）を作らせた。これは、聖徳太子の死を悼んで、死後に行ったとされる天寿国の様子を描かせたものと言われる。現存する日本最古の刺繡で、国宝に指定されている。中宮寺に伝わっていたが、大部分が失われ、現在では残片が残るのみである。（別項「天寿国繡帳」を参照。）